# Flash(s) (téléfilm)
Série
Flash(s) - Double Vue
(2025)
Pour plus de détails, voir Fiche technique et Distribution.
Flash(s) est un téléfilm franco-belge réalisé par Christophe Douchand d'après un scénario de Philippe Lyon, et diffusé pour la première fois en Belgique le 30 novembre 2023 sur La Une et en France le 16 février 2024 sur France 2.
Cette fiction est une coproduction d'Elzévir Films d'Elzévir Films, France Télévisions, Pictanovo, Panache Productions et la RTBF (télévision belge)  pour France 2,,,,, réalisée avec la participation de la Radio télévision suisse (RTS) et de TV5 Monde, ainsi que le soutien de la région Hauts-de-France.
Une suite est réalisée en 2024, qui porte le titre de Flash(s) - Double Vue,.

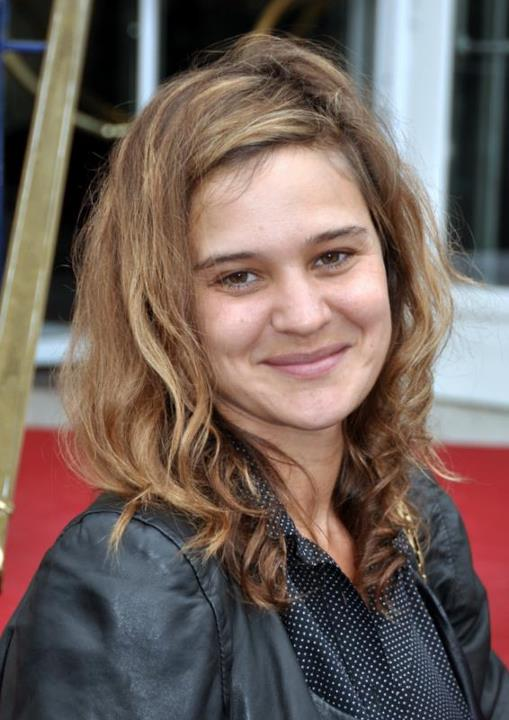
Marie Denarnaud.

## Synopsis
Lors de sa première journée à la PJ de Lille, la commandante Mathilde Morvan doit prendre la direction de l'enquête sur la disparition suspecte de Judith, une petite fille de 7 ans qui a quitté l'hôpital où elle était soignée.
La police arrête une femme qui erre dans un parc de la ville, serrant dans ses bras une poupée ensanglantée.
La suspecte prétend être médium et avoir des visions dans lesquelles elle voit la fillette et sa maman.
Grande est la surprise de la commandante Morvan de constater que la suspecte n'est autre que sa mère Claire, avec qui elle est en froid depuis 18 mois.
Mathilde Morvan place sa mère en garde à vue, mais les visions de cette dernière se révèlent riches en informations et le commissaire Étienne convainc la procureure d'associer Claire Morvan à l'enquête.

## Fiche technique
Sauf indication contraire, les informations mentionnées dans cette section peuvent être confirmées par la base de données cinématographiques Allociné,  présente dans la section « Liens externes ».
- Titre français : Flash(s)
- Réalisation : Christophe Douchand
- Scénario : Philippe Lyon
- Musique : Vincent Stora
- Décors : Sylvie Monbel
- Costumes : Chouchane Abello
- Photographie : Bertrand Mouly
- Son : Fabien Luth
- Montage : Caroline Lefèvre
- Production : Denis Carot et Frédérique Gore
- Sociétés de production : Elzévir Films, France Télévisions, Pictanovo, Panache Productions et la RTBF
- Pays de production :  France /  Belgique
- Langue originale : français
- Format : couleur
- Genre : policier
- Durée : 92 minutes
- Dates de première diffusion :
  - Belgique : 30 novembre 2023 sur La Une[5],[8],[9]
  - France : 16 février 2024 sur France 2

## Distribution
- Marie Denarnaud : commandante Mathilde Morvan
- Miou-Miou : Claire Morvan, mère de Mathilde, médium et consultante de la police
- Nicolas Briançon : commissaire Étienne
- Nicolas Grandhomme : lieutenant Baron
- Mhamed Arezki : lieutenant Daoud
- Holy Fatma : Rachida
- Guillaume Clérice : Rémy, le mari de Mathilde
- Giulia Wantiez : Judith Robert, la petite disparue
- Manon Lheureux : Valérie Robert, la mère de Judith
- Félicien Juttner : Maître Robert, le père de Judith
- Éloïse Valli : Élizabeth Perrin, la psy de Judith

## Production

### Genèse et développement
Le scénario est de la main de Philippe Lyon, et la réalisation est assurée par Christophe Douchand,,.

### Attribution des rôles
Le rôle principal est dévolu à Marie Denarnaud, principalement connue pour interpréter la commissaire Céline Hazan dans la série télévisée franco-belge HPI : elle reprend l'uniforme dans ce téléfilm policier coproduit par la RTBF.
À ses côtés, le rôle de la médium est tenu par Miou-Miou, qui a commencé sa carrière d'actrice dans les années 1970 avec notamment Les Aventures de Rabbi Jacob, où elle joue la fille de Louis de Funès, et Les Valseuses, aux côtés de Patrick Dewaere et Gérard Depardieu.
Comme il arrive que les forces de police françaises fassent appel à des médiums pour résoudre certaines affaires, Marie Denarnaud a rencontré des policiers pour préparer son rôle, comme elle le confie à une journaliste du journal Le Soir : « En France, la police utilise énormément de consultants qui peuvent parfois être différents dans leurs méthodes : des médiums, des voyants, des personnes qui ressentent les ondes de certains lieux… Des policiers m'ont expliqué que cela permet parfois de débloquer des enquêtes et de changer de point de vue pour reprendre le dossier par un autre biais. Ces gens abordent différemment un crime, un lieu, un corps… avec leur savoir-faire à eux, qui est souvent complètement opposé à la rationalité d'une enquête. Ils vont pouvoir apporter des ouvertures sur des points que les policiers n'auront pas forcément imaginés ».

### Tournage
Le tournage se déroule du 30 mai au 27 juin 2023 à Lille et dans la région Hauts-de-France,,.

## Accueil

### Diffusions et audience
En Belgique, le téléfilm, diffusé le 30 novembre 2023 sur La Une, est regardé par 189 318 téléspectateurs et se classe deuxième en termes d'audience.
En France, diffusé le 16 février 2024 sur France 2, il est regardé par 3 900 000 téléspectateurs et se classe deuxième en termes d'audience.

### Accueil critique
Ciné-Télé-Revue fait le parallèle avec la série américaine Médium et commente : « On ne va pas se mentir, ce téléfilm n'a pas l'efficacité de son homologue américaine (il est des domaines dans lequel les séries US sont imbattables). Mais le duo formé par Mathilde et sa mère, avec leurs chamailleries, apporte du sel à l'intrigue. Même si Miou-Miou est parfois un zeste trop sobre dans son jeu ».